# Região Geográfica Imediata de Uberlândia

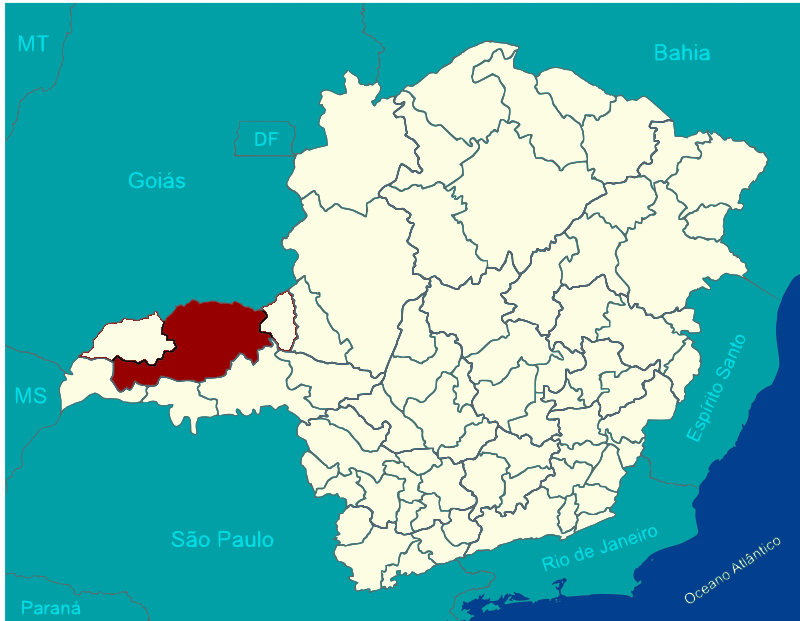
Região Geográfica Imediata de Uberlândia.

A Região Geográfica Imediata de Uberlândia é uma das 70 regiões geográficas imediatas do Estado de Minas Gerais, uma das três regiões geográficas imediatas que compõem a Região Geográfica Intermediária de Uberlândia e uma das 509 regiões geográficas imediatas do Brasil, criadas pelo IBGE em 2017.

## Municípios
É composta por 11 municípios.
- Araguari
- Araporã
- Campina Verde
- Canápolis
- Cascalho Rico
- Centralina
- Indianópolis
- Monte Alegre de Minas
- Prata
- Tupaciguara
- Uberlândia

## Estatísticas
Tem uma população estimada pelo IBGE para 1.º de julho de 2017 de 939 516 habitantes e área total de 22 443,314 km².